# Корисні бур'яни

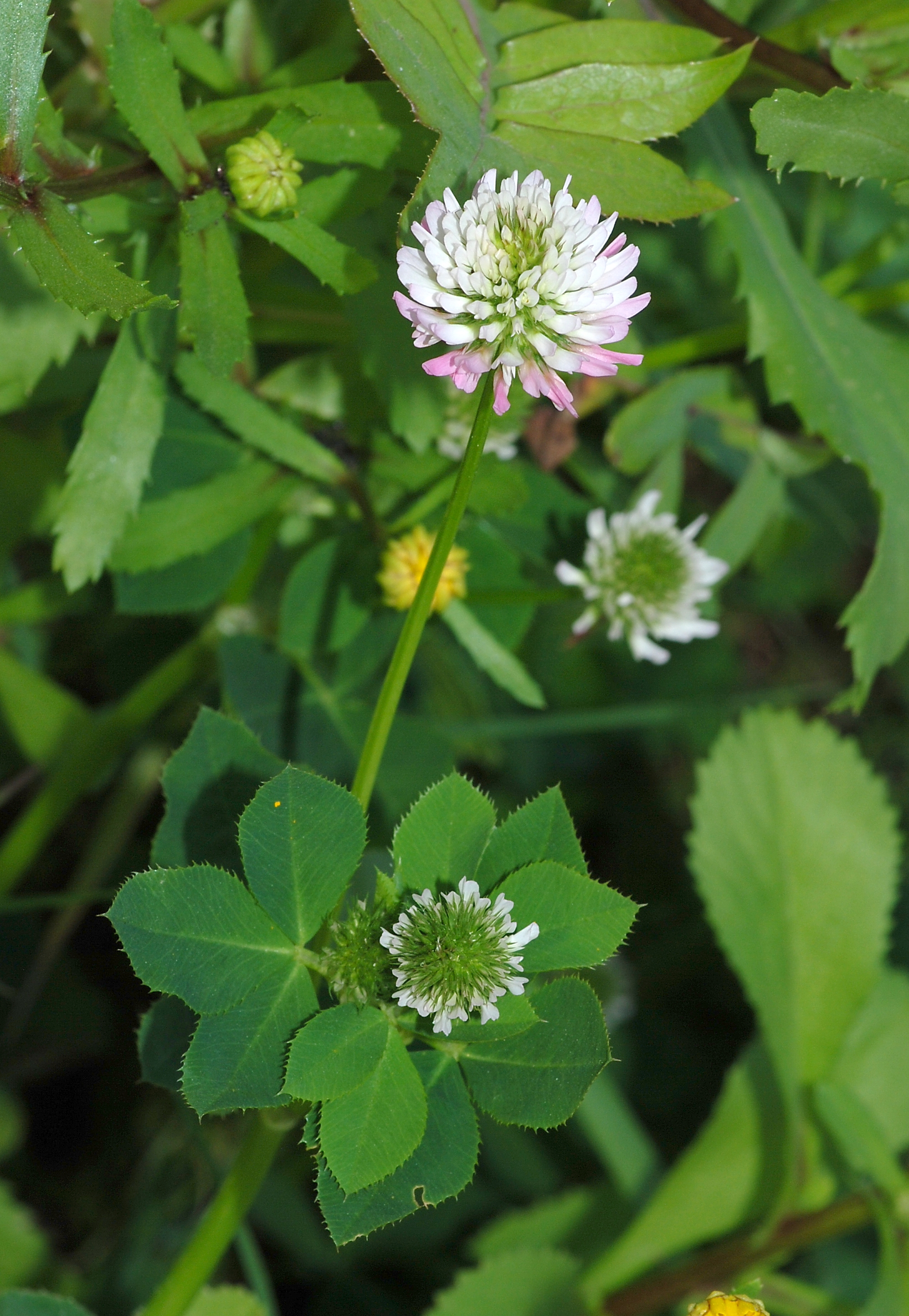
Біла конюшина входить до складу деяких сумішей насіння трав, оскільки вона удобрює ґрунт як бобова рослина

Корисний бур'ян — це бур'ян, що або має властивості рослини-супутника, або їстівний, або сприяє здоров'ю ґрунту, або декоративний, або корисний в чомусь іншому. Серед корисних бур'янів багато польових квітів, а також інших бур'янів, які часто-густо видаляються або витруюються.

## Здоров'я ґрунту

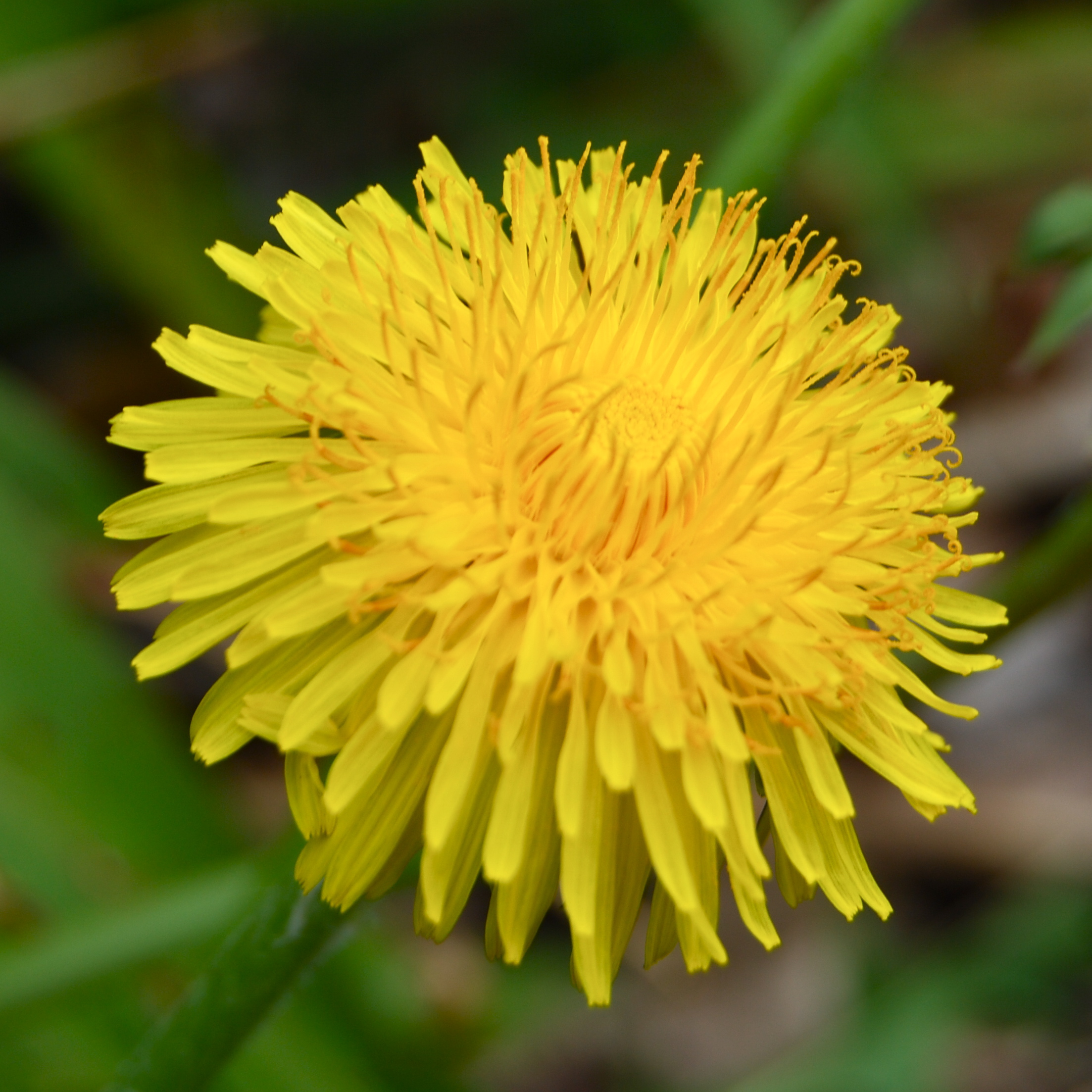
Кульбаби приносять користь здоров’ю сусідніх рослин, виносячи нагору поживні речовини та вологу своїм глибоким стрижневим корінням

Хоча зазвичай вважається, що бур'яни завжди конкурують із сусідніми рослинами за їжу та вологу, деякі "бур'яни" забезпечують ґрунт поживними речовинами, прямо чи опосередковано.
- Наприклад, бобові, такі як біла конюшина, якщо вони заселені потрібними бактеріями (найчастіше ризобіями), додають азот до ґрунту за допомогою процесу фіксації азоту, в якому бактерії мають симбіотичні стосунки з корінням господарів, «фіксуючи» атмосферний азот (поєднуючи його з киснем або воднем), що робить азот доступним для рослин (NH4 або NO3).
- Інші рослини використовують глибоке стрижневе коріння для отримання поживних речовин і вологи поза меж звичайних рослин, і якість ґрунту покращується протягом багатьох поколінь присутності цієї рослини.
- Бур'яни з міцними, широко поширеними корінням також вносять органічну речовину в землю у вигляді цих коренів, перетворюючи твердий, щільний глиняний бруд у багатший, більш родючий ґрунт.
- Деякі рослини, такі як помідори та кукурудза, можуть «експлуатувати» сусідні бур’яни, які дозволяють заглибитися їх відносно слабкій кореневій системі.

## Профілактика шкідників

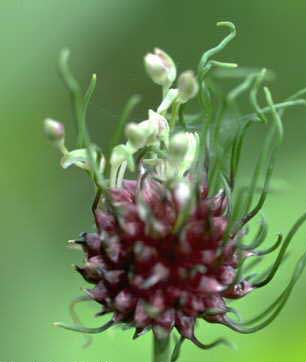
Виноградниковий часник, як представник цибулевих, маскує запахи від комах-шкідників, захищаючи сусідні рослини

Багато які з бур'янів захищають прилеглі рослини від комах-шкідників.
Деякі корисні бур'яни відлякують комах та інших шкідників за допомогою запаху, наприклад, цибулеві та полин. Деякі бур'яни маскують запах супутньої рослини або феромони комах-шкідників, як, наприклад, розхідник, а також материнка та інші м'яти.
А деякі неприємні для дрібних тварин і наземних комах своїми шипами або іншими особливостями, і таким чином тримають їх подалі від захищуваної ділянки.

### Культури-пастки
Деякі бур'яни діють як культури-пастки, відволікаючи шкідників від цінних рослин. Комахи часто шукають цільові рослини за запахом, а потім довільно сідають на будь-що зелене в зоні запаху. Якщо вони потраплять на їстівний «бур’ян», вони залишаться там, а не полетять до передбачуваної жертви. Іноді вони навіть віддають перевагу культурі-пастці.

### Завада пошуку господарів
Останні дослідження щодо пошуку шкідниками рослин-господарів показали, що летючі шкідники є набагато менш успішними, якщо їх рослини-господарі оточені будь-якими іншими рослинами або навіть "рослинами-приманками" із зеленого пластику, картону або будь-якого іншого зеленого матеріалу. 
- По-перше, вони шукають рослини за запахом. Будь-який «бур’ян», що має запах, зменшує шанси на те, що вони знайдуть рослини. Прикладами є виноградниковий часник і розхідник (собача м'ята), які сильно маскують запах рослин та феромони комах. Вони зменшують зараження японським жуком та гусінню, наприклад капустяною совкою, томатним бражником і навіть крайовиковими клопами.
- По-друге, як тільки комахи опиняться біля своєї цілі, вони уникають приземлення на землю, а натомість приземляється на найближчу зелену річ. "Голоземельне" садівництво  допомагає їм досконало приземлитися на культуру-жертву. Але якщо використовується "зелена мульча", трава або конюшина, то є ймовірність, що комахи зроблять так зване "недоречне приземлення" на якусь зелену річ. Потім вони навмання пролетять невелику відстань і приземляться на будь-яку іншу зелену річ. Якщо після кількох спроб їм не вдається потрапити на потрібну рослину, вони здаються.
- Якщо вони планують відкладати яйця на врожай, бур’яни забезпечують ще одну лінію захисту. Навіть якщо шкідники знаходять потрібну рослину, то щоб переконатися, що вони не влучили на присмертну рослину або опалий лист, вони роблять короткі перельоти з листка на листок перед відкладанням яєць. Вони повинні достатньо разів підряд приземлитися на "слушний вид листя", перш ніж вони ризикнуть відкласти яйця. Чим більше зелені поблизу, тим важче їм потрапляти на ціль та отримувати достатнє підкріплення. При достатній кількості "невідповідних приземлень" вони здаються та вирушають ще кудись.

В одному науковому дослідженні було показано, що просто вирощування конюшини поблизу знижує ймовірність ураження весняною капустяною мухою з 36% до 7%.

## Рослини-супутники

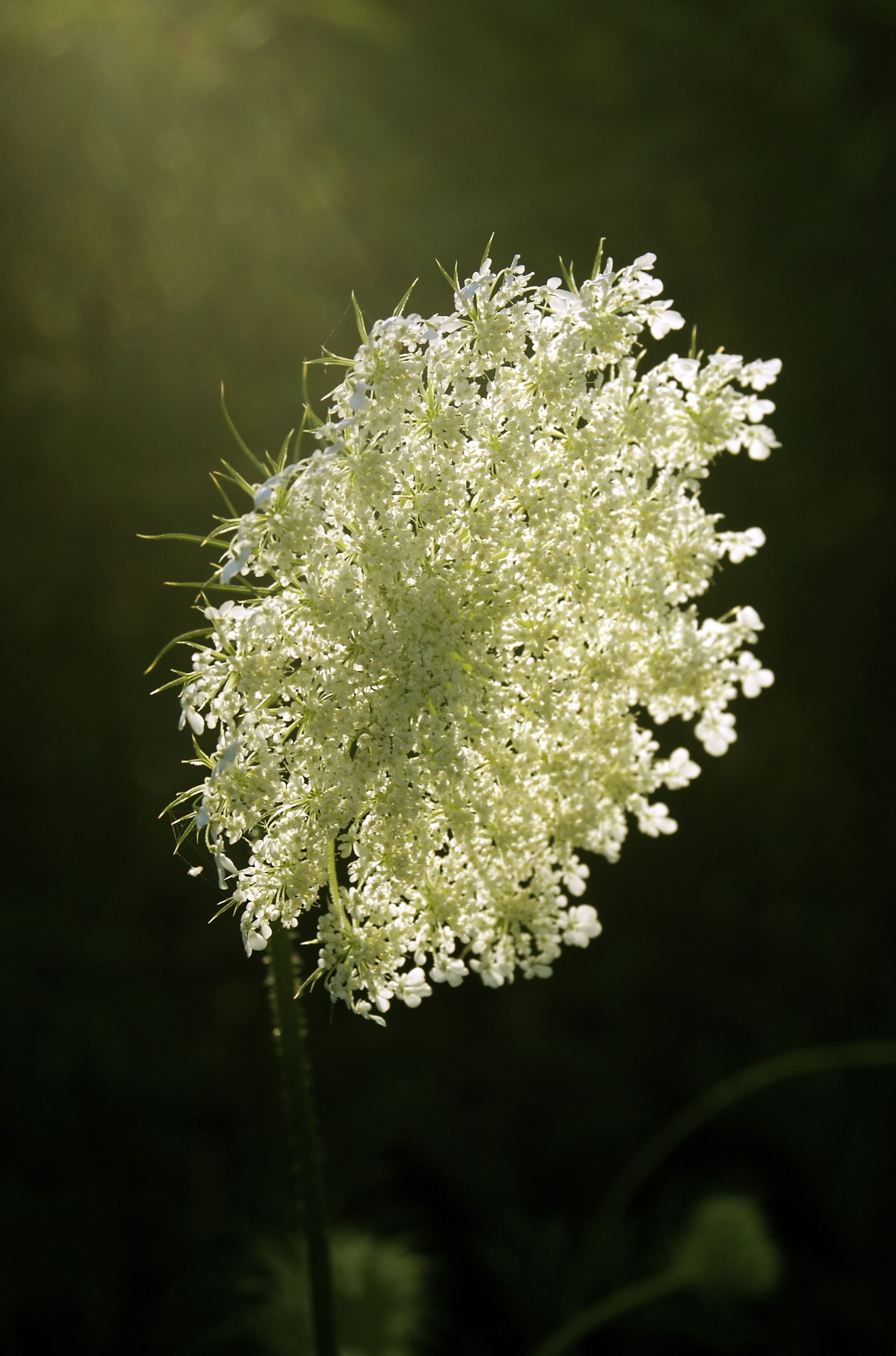
Дика морква надає укриття найближчим рослинам, а також приваблює хижих комах, які поїдають таких шкідників, як гусениці, і може підвищувати врожайність помідорів

Багато рослин можуть рости в сумісних посадках в одному й тому ж просторі, оскільки вони перебувають на різних рівнях тієї ж ділянки, та слугують укриттям ґрунту або шпалерою одна для одної. Цей більш здоровий стиль садівництва називається лісовим садівництвом. Більші рослини забезпечують захист від вітру або полуденного сонця для ніжних рослин.

### Зелена мульча
З іншого боку, деякі посаджені разом рослини забезпечують ефект живої мульчі, пригнічуючи зростання будь-яких справді шкідливих бур’янів, і створюючи вологий, прохолодніший мікроклімат навколо найближчих рослин, більше покращуючи вологість ґрунту, ніж споживаючи вологу для себе.
Такі рослини, як пажитниця, лучна конюшина та повзуча конюшина - це приклади «бур’янів», які слугують живими мульчами, корисними в садівництві.

## Гербіцид
Небажані рослини або гриби можна відлякувати за допомогою хімічного ефекту алелопатії. Деякі корисні бур'яни турбують певні рослини виділенням органічних сполук через коріння або повітря, уповільнюючи їх ріст, запобігаючи проростанню їх насіння або навіть вбиваючи їх.

## Корисні комахи
Часто-густо користь бур’янів як рослин-супутників полягає у привабленні та забезпеченні середовищем існування корисних комах або інших організмів, які приносять користь рослинам.
Наприклад, дикі окружкові приваблюють хижих ос і мух. Дорослі хижі оси та мухи поїдають нектар, але вони годують своє потомство звичайними садовими шкідниками.
Деякі бур’яни приваблюють сонечка або «гарних» видів нематод, або забезпечують ґрунтовий покрив для хижих жуків.

## Використання людиною
- Деякі корисні бур’яни, такі як лобода та портулак, є їстівними та мають високу поживність. Кульбаба, повсюдний бур’ян, була спочатку завезена до Північної Америки, тому що вона вважалася джерелом їжі; вона подобалась тим, що швидко дозріває і широко поширюється.
- Деякі бур'яни пропонувалися як природне альтернативне джерело латексу (гуми), включаючи золотушник, з якого виготовили шини на знаменитому автомобілі, який Генрі Форд подарував Томасу Едісону.
- Нетреба та пекуча кропива використовувалися для виробництва натуральних барвників та в лікувальних цілях.
- Деякі рослини дещо покращують смак інших рослин навколо них, наприклад, кропива, крім того, що вона їстівна при правильному приготуванні, здається, збільшує вироблення ефірної олії в травах поруч з нею.[6]

## Приклади
- Конюшина – це бобова рослина. Як і інші бобові, вона надає притулок бактеріям, які фіксують азот у ґрунті. Її виткі стебла покривають землю, укриваючи більше вологи, ніж вона споживає, та забезпечуючи таким чином вологий, прохолодніший мікроклімат для навколишніх рослин у вигляді «зеленої мульчі». Гризуни також віддають їй перевагу перед багатьма садовими культурами, що зменшує втрати овочевих культур.
- Кульбаба має глибокий міцний стрижневий корінь, який руйнує твердий ґрунт, приносячи користь слабкокореневим рослинам поблизу. Вона також і виносить нагору поживні речовини, що знаходяться глибше, ніж доступно для більш поверхневих рослин. До того ж вона виділяє мінерали та азот через коріння.[7]
- Виноградниковий часник, дика цибулева рослина, який зустрічається в сонячних місцях садів Північної Америки, має всі властивості рослин-супутників, що притаманні цибулевим, включаючи відлякування японських жуків, попелиць та гризунів. До того ж як вважають, цей часник покращує аромат пасльонових, таких як помідори та перець. Його можна використовувати як замінник часнику в кулінарії, хоча він може давати гіркий присмак.
- Дика морква працює як рослина-няня для сусідніх культур, таких як салат, затіняючи їх від надмірно інтенсивного сонячного світла та зберігаючи в повітрі більше вологості. Вона приваблює хижих ос і мух, які поїдають шкідників овочів. Вона має науково перевірений[8] сприятливий вплив на сусідні рослини томатів. У молодому віці вона має їстівний корінь, що розкриває її спорідненість з окультуреною морквою.

## Дивіться також
- Список корисних бур'янів
- Корисний організм

## Подальше читання
- Шонховен, Л.М., Джей Джей ван Лун і Марсель Діке. 2005 рік. Біологія комах-рослин . Oxford University Press, Лондон.
- Покривні культури - живі мульчі
- Companion planting for pest control [Архівовано 15 серпня 2021 у Wayback Machine.]

## Зовнішні посилання
- Рослини на майбутнє - Корисні бур'яни
- Відкрийте для себе корисні бур’яни в саду [Архівовано 21 вересня 2016 у Wayback Machine.] - пропонує перелік бур’янів «індикаторів ґрунту»
- Відчуття запаху рослин комахами [Архівовано 11 травня 2012 у Wayback Machine.]